# Stevens Village
Stevens Village is een plaats (census-designated place) in de Amerikaanse staat Alaska, en valt bestuurlijk gezien onder Yukon-Koyukuk Census Area.

## Demografie
Bij de volkstelling in 2000 werd het aantal inwoners vastgesteld op 87.

## Geografie
Volgens het United States Census Bureau beslaat de plaats een oppervlakte van
28,4 km², waarvan 26,9 km² land en 1,5 km² water.

## Plaatsen in de nabije omgeving
De onderstaande figuur toont nabijgelegen plaatsen in een straal van 96 km rond Stevens Village.